# Ferrari California
Der Ferrari California ist ein Pkw-Modell des italienischen Sportwagenherstellers Ferrari. Das als Coupé-Cabriolet mit Aluminiumklappdach ausgelegte Fahrzeug orientiert sich mit Namen und Designelementen am zwischen 1957 und 1962 gebauten Ferrari 250 GT Spyder California. Wie der 250 wurde auch der California von Pininfarina entworfen. Der Ferrari California wird allerdings nicht von einem V12, sondern von einem V8-Motor angetrieben.

## Geschichte
Vorgestellt wurde der Ferrari California am 2. Oktober 2008 auf dem Pariser Autosalon. Zum ersten Mal in Fahrt präsentiert wurde er drei Tage später von Michael Schumacher bei den Ferrari Racing Days 2008 auf dem Nürburgring. Die Auslieferung des in einer neuen Montagehalle in Maranello produzierten Ferraris begann im Januar 2009.
Seit Modelljahr 2012 besitzt der California offiziell die Bezeichnung California 30; die Zahl 30 steht für 30 PS (22 kW) mehr und 30 kg weniger. Durch diese Modellpflege leistet der V8 des California 30 nun 360 kW (490 PS) und 505 Nm. Die Höchstgeschwindigkeit wurde auf 312 km/h erhöht und die Beschleunigung von 0 auf 100 km/h auf 3,8 s reduziert. Außerdem wurde für den California 30 ein Handling Speciale Package angeboten. Dazu zählen unter anderem neue elektronisch gesteuerte Dämpfer, eine straffer abgestimmte Federung sowie eine direkter übersetzte Lenkung. Ein weiteres neues Sonderausstattungmerkmal ist das so genannte HELE-System, welches für „High Emotion Low Emission“ steht und den CO2-Ausstoß des Fahrzeuges von 299 g/km auf 270 g/km senkt.

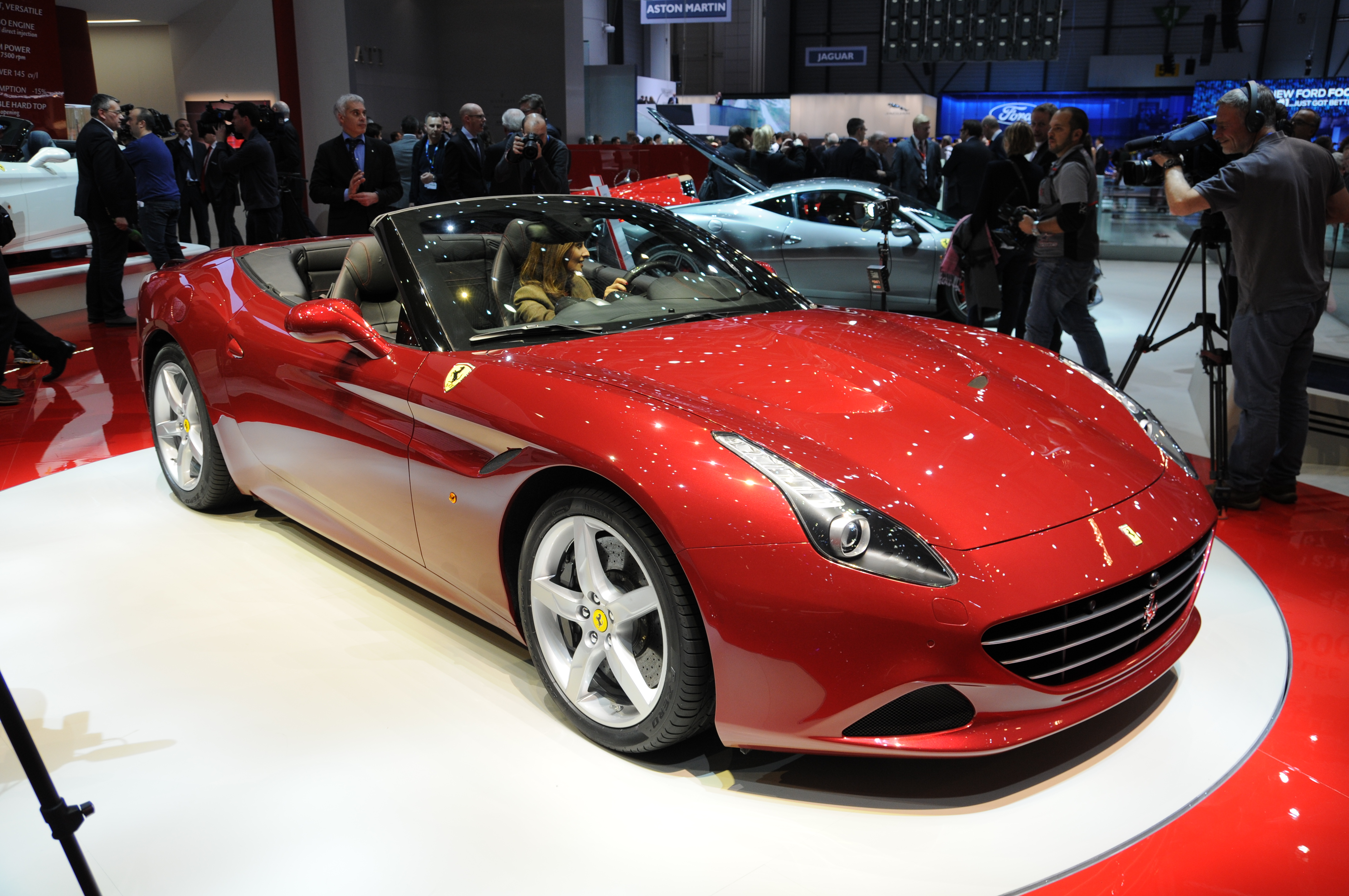
California T auf dem Genfer Auto-Salon

Auf dem Genfer Auto-Salon 2014 wurde eine umfassende Modellpflege vorgestellt. Das California T genannte Modell verfügt, neben optischen Veränderungen, über einen V8-3,9-Liter-Turbo-Motor mit 412 kW (560 PS) und 755 Nm. Er ist Ferraris erster Sportwagen mit aufgeladenem Motor seit dem Produktionsende des F40 im Jahre 1992.

## Design
Das Design orientiert sich an den anderen Ferrari-Modellen und weist sowohl Parallelen zum Ferrari F430 als auch zum 612 Scaglietti auf. Die schräg übereinander angeordneten Doppelauspuffrohre (beim California T wieder nebeneinander) erinnern an den Lexus IS-F. Neben dem Verdeck werden zwecks Gewichtsreduzierung und Verbrauch große Teile der Karosserie aus Aluminium gefertigt.

## Technik

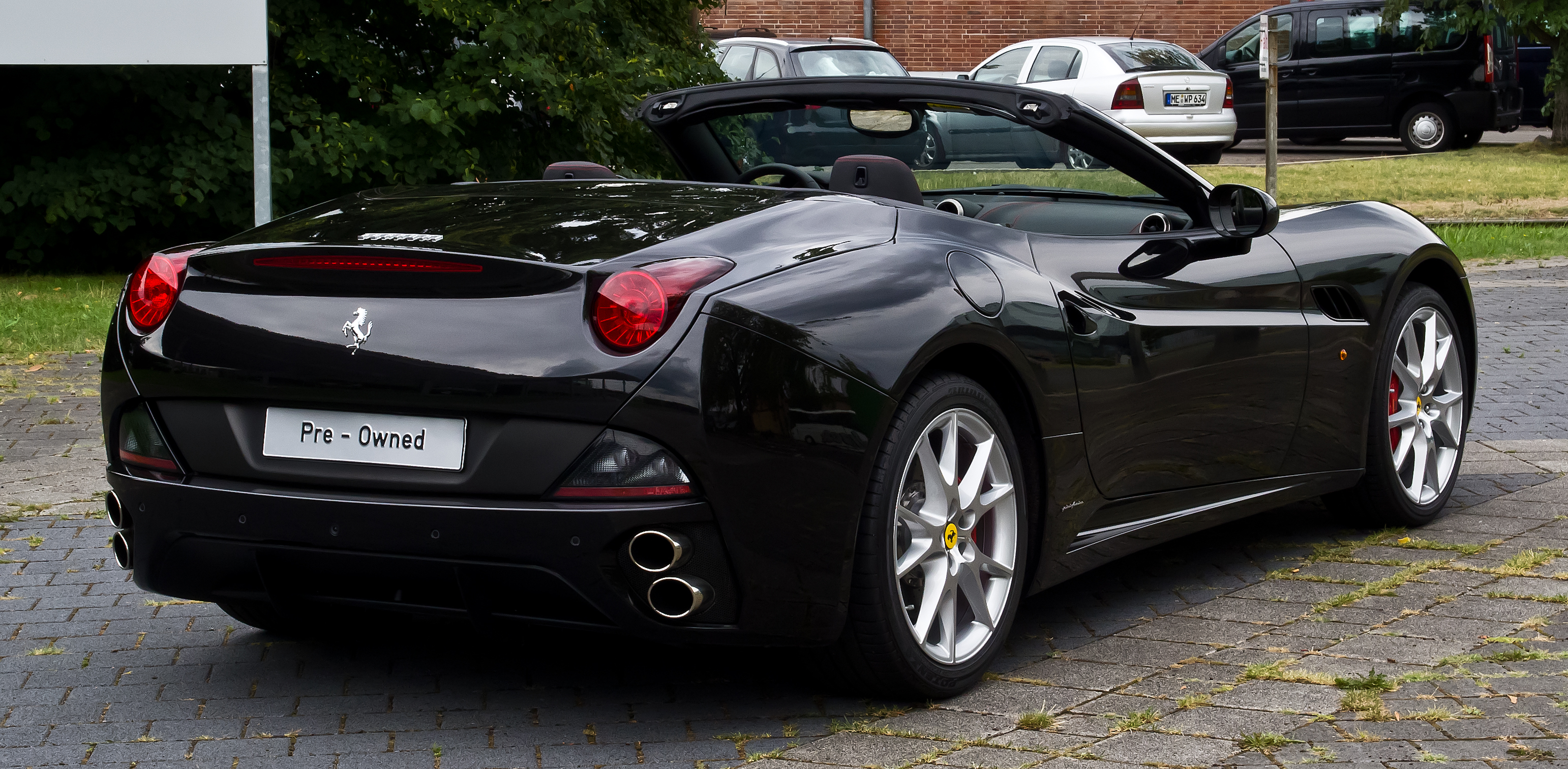
Heckansicht mit geöffnetem Verdeck

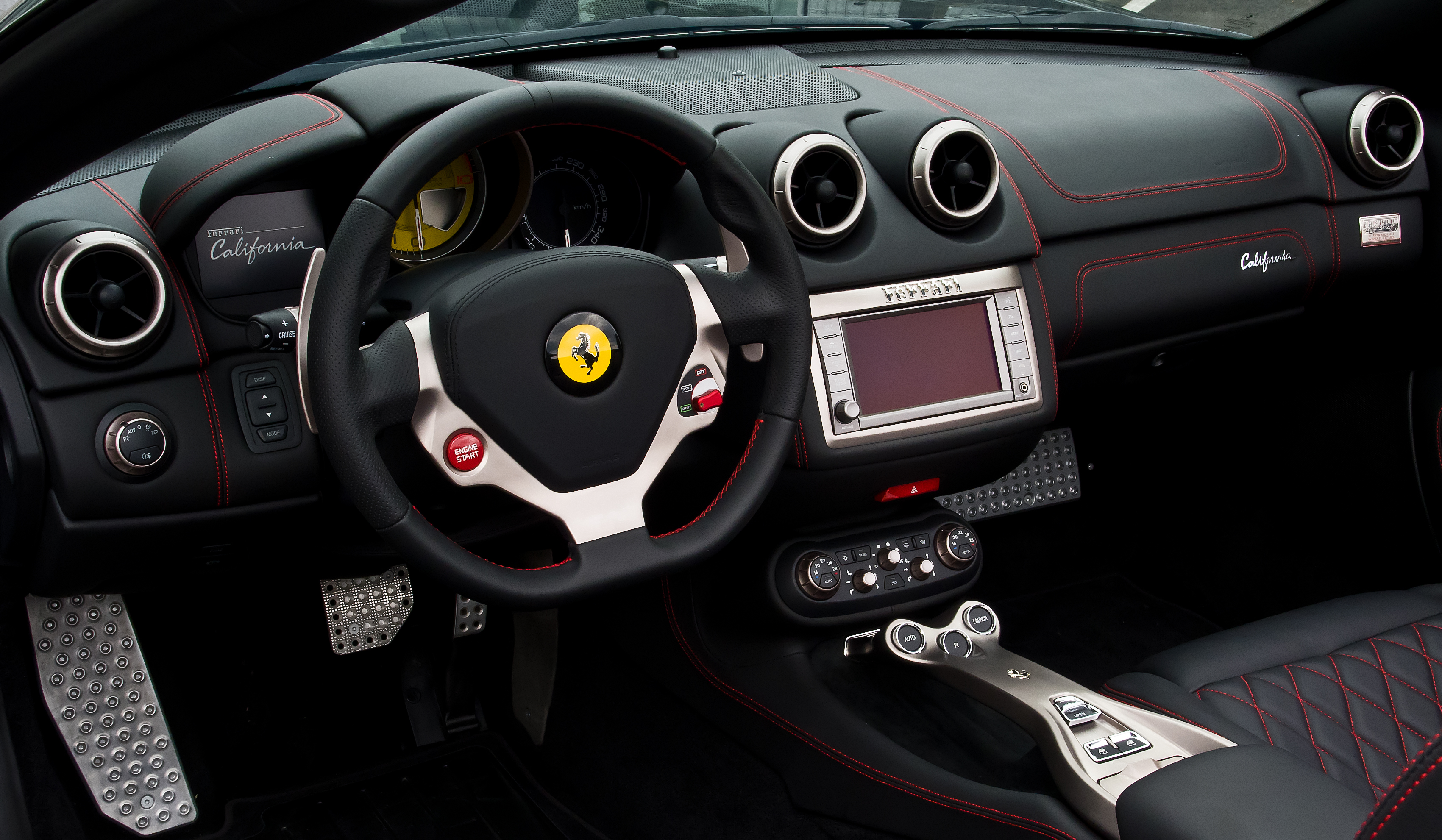
Innenraum

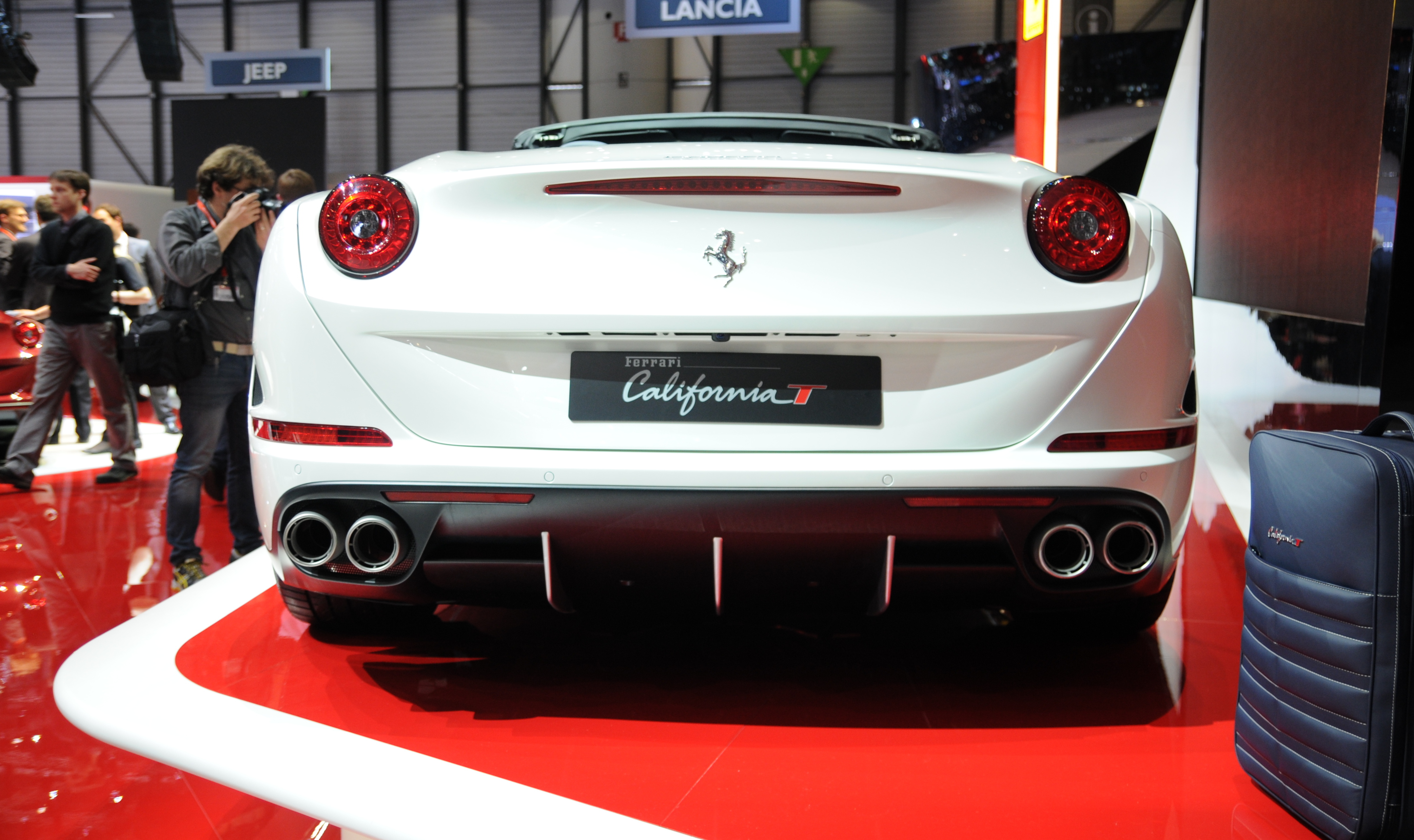
Verändertes Heck beim California T

Der direkteinspritzende Motor des 2+2-Sitzers ist ein 4,3-Liter-V8 mit Flat-plane-Kurbelwelle, der als Frontmotor ausgelegt ist, aber wegen des hinter und nicht über der Vorderachse liegenden Motors als Front-Mittelmotor bezeichnet wird. Er leistet 338 kW (460 PS) bei 7750 min−1, beschleunigt den Wagen serienmäßig per Doppelkupplungsgetriebe mit sieben Stufen und der Traktionskontrolle F1-Trac von 0 auf 100 km/h in 3,9 Sekunden und sorgt für eine Höchstgeschwindigkeit von 310 km/h. Das maximale Drehmoment liegt bei 485 Newtonmeter bei 5000 min−1. Erstmals in einem Ferrari wird dabei ein V8-Motor in der Front eingebaut – diese Art des Antriebs war bisher den Zwölfzylindern vorbehalten. Zur besseren Gewichtsverteilung wird das Getriebe allerdings weiterhin nach Transaxle-Bauweise an der neu entwickelten Mehrlenker-Hinterachse montiert. Der Verbrauch soll sich auf 13,1 Liter Superbenzin pro 100 Kilometer bei einem CO2-Ausstoß von 306 g/km belaufen.
Bei geöffnetem Dach beträgt das Kofferraumvolumen 240 Liter, das sich auf 340 Liter vergrößert, sobald das Klappdach von Webasto innerhalb von 15 Sekunden geschlossen wird. Ebenfalls einmalig in einem Ferrari ist die direkte Verbindung zwischen Rücksitzen und Kofferraum.
Zur Ausstattung gehören im California serienmäßig Brembo-Carbon-Keramik-Bremsen und das auch im Ferrari 599 GTB verwendete F1-Trac-System zur besseren Traktion. Gegen Aufpreis sind zudem adaptive, sogenannte Magna Ride-Stoßdämpfer erhältlich. Im Innenraum sollen sich sowohl Sitze und Armaturen als auch das Infotainment-System von den anderen Ferrari-Baureihen unterscheiden.

## Fahrleistungen
Der Ferrari California (Modell 2008; 338 Kilowatt) liegt mit seinen Fahrleistungen auf dem Niveau eines Ferrari F430.
Die Autozeitschrift Sport Auto maß auf der Nordschleife eine Rundenzeit von 7:56 Minuten. Deutlich sportlicher ausgerichtete Fahrzeuge wie der Jaguar XKR-S (8:03 min) oder der Maserati MC Stradale (8:14 min) sind damit deutlich langsamer.

## Technische Daten
| Ferrari                       | California                                       | California 30                                    | California T                                     |
| ----------------------------- | ------------------------------------------------ | ------------------------------------------------ | ------------------------------------------------ |
| Bauzeit                       | 11/2008–05/2012                                  | 05/2012–03/2014                                  | 03/2014- 12/2017                                 |
| Motortyp                      | Achtzylinder-V-Front-Mittelmotor 90°             | Achtzylinder-V-Front-Mittelmotor 90°             | Achtzylinder-V-Front-Mittelmotor 90°             |
| Ventile                       | 32                                               | 32                                               | 32                                               |
| Motoraufladung                | –                                                | –                                                | Bi-Turbo                                         |
| Bohrung × Hub (mm)            | 94 × 77,5                                        | 94 × 77,5                                        | 86,5 × 82                                        |
| Hubraum                       | 4297 cm³                                         | 4297 cm³                                         | 3855 cm³                                         |
| Leistung                      | 338 kW (460 PS) bei 7750/min                     | 360 kW (490 PS) bei 7750/min                     | 412 kW (560 PS) bei 7500/min                     |
| Drehmoment                    | 485 Nm bei 5000/min                              | 505 Nm bei 5000/min                              | 755 Nm bei 4750/min                              |
| Antrieb                       | Hinterradantrieb                                 | Hinterradantrieb                                 | Hinterradantrieb                                 |
| Getriebeart                   | 7-Gang-Automatik-Schaltgetriebe (Doppelkupplung) | 7-Gang-Automatik-Schaltgetriebe (Doppelkupplung) | 7-Gang-Automatik-Schaltgetriebe (Doppelkupplung) |
| Beschleunigung 0–100 km/h     | 3,9 s                                            | 3,8 s                                            | 3,6 s                                            |
| Höchstgeschwindigkeit         | 310 km/h                                         | 312 km/h                                         | 316 km/h                                         |
| Tankinhalt                    | 78 l                                             | 78 l                                             | 78 l                                             |
| Verbrauch kombiniert l/100 km | 13,1 Super (95 ROZ)                              | 13,1 Super (95 ROZ) (11,5 Super (98 ROZ))        | 10,5 Super (98 ROZ)                              |
| CO2-Emissionen kombiniert     | 306 g/km                                         | 299 (270) g/km                                   | 250 g/km                                         |
| Leergewicht (EG)              | 1765 kg                                          | 1735 kg                                          | 1730 kg                                          |

## Zulassungszahlen
Zwischen 2009 und 2019 sind in der Bundesrepublik Deutschland insgesamt 1.495 Ferrari California neu zugelassen worden. Mit 271 Einheiten war 2010 das erfolgreichste Verkaufsjahr.
|  |

|  |

|  |

|  |

|  |

|  |

|  |

|  |

|  |

|  |

|  |

|  |

|  |

|  |

|  |

|  |

|  |

|  |

|  |

|  |

|  |

|  |

|  |

|  |

|  |

|  |

|  |

|  |

|  |

|  |

|  |

|  |

|  |

|  |

|  |

|  |

|  |

|  |

|  |

|  |

|  |

|  |

|  |

|  |

|  |

|  |

|  |

|  |

|  |

|  |

|  |

|  |

|  |

|  |

|  |

|  |

|  |

|  |

|  |

|  |

|  |

|  |

|  |

|  |

|  |

|  |

|  |

|  |

|  |

|  |

|  |

|  |

|  |

|  |

|  |

|  |

|  |

|  |

|  |

|  |

|  |

|  |

|  |

|  |

|  |

|  |

|  |

|  |

|  |

|  |

|  |

|  |

|  |

|  |

|  |

|  |

|  |

|  |

|  |

|  |

|  |

|  |

|  |

|  |

|  |

|  |

|  |

|  |

|  |

|  |

|  |

|  |

|  |

|  |

|  |

|  |

|  |

|  |

|  |

|  |

|  |

|  |

|  |

|  |

|  |

|  |

|  |

|  |

|  |

|  |

|  |

|  |

|  |

|  |

|  |

|  |

|  |

|  |

|  |

|  |

|  |

|  |

|  |

|  |

|  |

|  |

|  |

|  |

|  |

|  |

|  |

|  |

|  |

|  |

|  |

|  |

|  |

|  |

|  |

|  |

|  |

|  |

|  |

|  |

|  |

|  |

|  |

|  |

|  |

|  |

|  |

|  |

|  |

|  |

|  |

|  |

|  | Cabrio (1.495) |

|  | Cabrio (1.495) |